# 加勒比岛屿列表

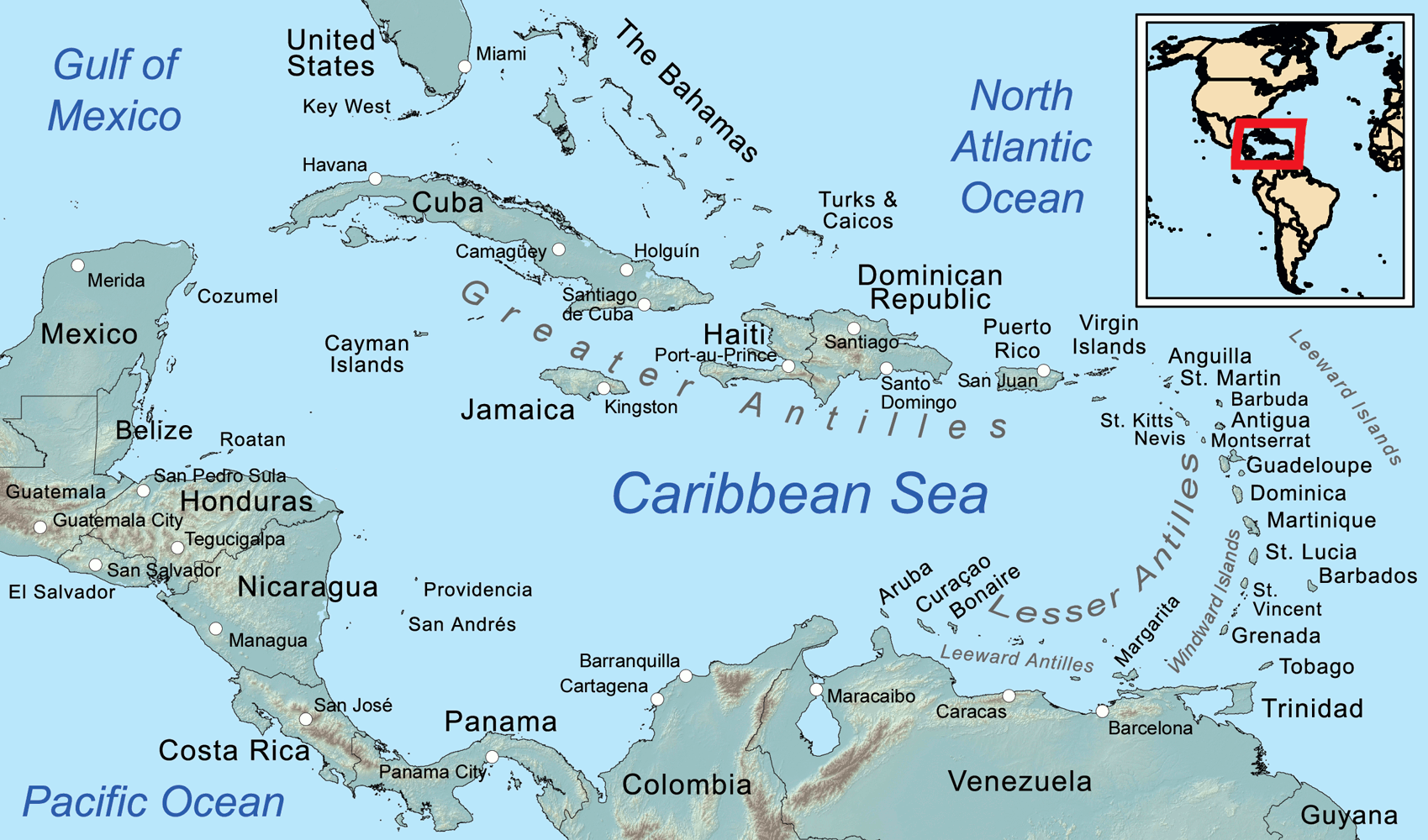
在加勒比海及其附近的岛屿

本列表收录面积较大的加勒比地区岛屿。详细列表请参看各国岛屿列表。

加勒比海地区陆海边界

## 佛罗里达礁岛群

### 美国
- 大松礁島（Big Pine Key）24°41′N 81°22′W / 24.683°N 81.367°W
- 大礁島（英语：Key Largo）25°5′N 80°27′W / 25.083°N 80.450°W
- 基韋斯特島（Key West）24°33′N 81°47′W / 24.550°N 81.783°W
- 馬貴斯礁島群（Marquesas Keys）24°35′N 82°7′W / 24.583°N 82.117°W

## 盧卡亞群島

### 巴哈马
- 阿克林岛（Acklins Island）22°21′N 74°1′W / 22.350°N 74.017°W
- 卡特岛（Cat Island）24°25′N 75°32′W / 24.417°N 75.533°W
- 康塞普申岛（英语：Conception Island, Bahamas）23°50′N 75°7′W / 23.833°N 75.117°W
- 克鲁克德岛（Crooked Island）22°45′N 74°13′W / 22.750°N 74.217°W
- 伊柳塞拉岛（Eleuthera）25°6′N 76°8′W / 25.100°N 76.133°W
- 大巴哈马岛（Grand Bahama Island）26°40′N 78°30′W / 26.667°N 78.500°W
- 大阿巴科岛（英语：Great Abaco）26°28′N 77°5′W / 26.467°N 77.083°W
- 大埃克苏马岛（英语：Great Exuma）23°32′N 72°50′W / 23.533°N 72.833°W
- 大伊纳瓜岛（Great Inagua Island）21°2′N 73°20′W / 21.033°N 73.333°W
- 小阿巴科岛（Little Abaco Island）26°53′N 77°38′W / 26.883°N 77.633°W
- 小埃克苏马岛（Little Exuma）23°26′N 75°36′W / 23.433°N 75.600°W
- 小伊纳瓜岛（Little Inagua）21°30′N 73°0′W / 21.500°N 73.000°W
- 小圣萨尔瓦多岛（英语：Little San Salvador Island）24°34′N 75°56′W / 24.567°N 75.933°W
- 长屿（英语：Long Cay）22°35′N 74°21′W / 22.583°N 74.350°W
- 长岛（Long Island）23°14′N 75°7′W / 23.233°N 75.117°W
- 马亚瓜纳岛（Mayaguana）22°23′N 72°57′W / 22.383°N 72.950°W
- 新普罗维登斯岛（New Providence）25°2′N 77°24′W / 25.033°N 77.400°W
- 北安德罗斯岛（North Andros Island）24°26′N 77°57′W / 24.433°N 77.950°W
- 北比米尼岛（英语：North Bimini）25°45′N 79°15′W / 25.750°N 79.250°W
- 拉吉德岛（Ragged Island）22°10′N 75°42.5′W / 22.167°N 75.7083°W
- 拉姆岛（Rum Cay）23°41′N 74°52′W / 23.683°N 74.867°W
- 萨马纳岛（Samana Cay）23°5′N 73°45′W / 23.083°N 73.750°W
- 圣萨尔瓦多岛（San Salvador Island）24°3′N 74°29′W / 24.050°N 74.483°W
- 南安德罗斯岛（South Andros Island）23°59′N 77°39′W / 23.983°N 77.650°W
- 南比米尼岛（英语：South Bimini）25°42′N 79°17′W / 25.700°N 79.283°W

### 
- 东凯科斯岛（East Caicos）21°42′N 71°30′W / 21.700°N 71.500°W
- 大特克岛（Grand Turk Island）21°28′N 71°8′W / 21.467°N 71.133°W
- 中凯科斯岛（Middle Caicos）21°48′N 71°45′W / 21.800°N 71.750°W
- 北凯科斯岛（North Caicos）21°53′N 71°56′W / 21.883°N 71.933°W
- 普罗维登西亚莱斯岛（Providenciales）21°47′N 72°17′W / 21.783°N 72.283°W
- 索尔特岛（Salt Cay）21°20′N 71°12′W / 21.333°N 71.200°W
- 南凯科斯岛21°30′N 71°31′W / 21.500°N 71.517°W
- 西凯科斯岛（英语：South Caicos）21°40′N 72°27′W / 21.667°N 72.450°W

## 大安的列斯群岛

### 古巴
- 古巴（Cuba）22°0′N 80°0′W / 22.000°N 80.000°W
- 卡约卡巴勒恩斯岛（西班牙语：Cayo Caballones） 20°52′N 79°0′W / 20.867°N 79.000°W
- 卡约卡顾阿玛岛（西班牙语：Cayo Caguama） 20°35′N 78°25′W / 20.583°N 78.417°W
- 科科岛（Cayo Coco）22°30′N 78°30′W / 22.500°N 78.500°W
- 克鲁兹岛（西班牙语：Cayo Cruz）22°14′N 77°49′W / 22.233°N 77.817°W
- 弗拉戈索岛（Cayo Fragoso）22°43′N 79°30′W / 22.717°N 79.500°W
- 格兰德岛（西班牙语：Cayo Grande (Ciego de Ávila)）20°57′N 79°8′W / 20.950°N 79.133°W
- 瓜哈瓦岛（Cayo Guajaba）21°51′N 77°32′W / 21.850°N 77.533°W
- 吉耶尔莫岛（Cayo Guillermo）22°36′N 78°41′W / 22.600°N 78.683°W
- 拉戈岛（Cayo Largo del Sur）21°37′N 81°29′W / 21.617°N 81.483°W
- 罗马诺岛（Cayo Romano）22°4′N 77°50′W / 22.067°N 77.833°W
- 萨维纳尔岛（Cayo Sabinal）21°39′N 77°17′W / 21.650°N 77.283°W
- 萨埃蒂亚岛（Cayo Saetia）20°45′N 75°31′W / 20.750°N 75.517°W
- 圣玛丽亚岛（西班牙语：Cayo Santa María）22°39.5′N 79°0′W / 22.6583°N 79.000°W
- 青年岛（Isla de la Juventud）21°40′N 82°50′W / 21.667°N 82.833°W

### 开曼群岛
- 开曼布拉克（Cayman Brac）19°43′N 79°48′W / 19.717°N 79.800°W
- 大开曼岛（Grand Cayman）19°17′N 81°18′W / 19.283°N 81.300°W
- 小开曼岛（Little Cayman）19°41′N 80°3′W / 19.683°N 80.050°W

### 牙买加
- 牙买加（Jamaica）18°10′N 77°20′W / 18.167°N 77.333°W

### 美國本土外小島嶼
- 纳弗沙岛（Navassa Island）（与 海地有主权争议）18°24′N 75°1′W / 18.400°N 75.017°W

### 海地和
- 伊斯帕尼奥拉岛，又译西班牙岛（英语、法语：Hispaniola；西班牙语：la Española；克里奥尔语：Ispayola）19°0′N 71°0′W / 19.000°N 71.000°W

### 海地
- 大卡耶米特岛（法语：Grande Cayemite；克里奥尔语：Gwo Kayimit）18°37′N 73°45′W / 18.617°N 73.750°W
- 瓦什岛（法语：Île à Vache；克里奥尔语：il Lilavach）18°4′N 73°38′W / 18.067°N 73.633°W
- 戈纳夫岛（法语：Île de la Gonâve；克里奥尔语：il Lagonav）18°50′N 73°5′W / 18.833°N 73.083°W
- 托尔蒂岛（法语：Île de la Tortue；克里奥尔语：il Latòti）20°3′N 72°47′W / 20.050°N 72.783°W

### 
- 贝阿塔岛（Isla Beata）17°35′N 71°31′W / 17.583°N 71.517°W
- 卡塔利娜岛（Isla Catalinita）18°21′N 69°1′W / 18.350°N 69.017°W
- 绍纳岛（Isla Saona）18°9′N 68°42′W / 18.150°N 68.700°W

### 波多黎各
- 波多黎各（Puerto Rico）18°12′N 66°30′W / 18.200°N 66.500°W
- 莫纳岛（Isla de Mona）18°5′N 67°53′W / 18.083°N 67.883°W
- 圣胡安岛18°28′N 66°6′W / 18.467°N 66.100°W

## 背风群岛（小安的列斯群岛）

### 波多黎各
- 库莱布拉岛（Culebra）18°19′N 65°17′W / 18.317°N 65.283°W
- 别克斯岛（Vieques）18°8′N 65°25′W / 18.133°N 65.417°W

### 美屬維爾京群島
- 圣克洛伊岛（Saint Croix）17°44′N 64°44′W / 17.733°N 64.733°W
- 圣约翰岛（Saint John）18°20′N 64°44′W / 18.333°N 64.733°W
- 圣托马斯岛（Saint Thomas）18°21′N 64°55′W / 18.350°N 64.917°W

### 英屬維爾京群島
- 阿内加达岛（Anegada）18°44′N 64°20′W / 18.733°N 64.333°W
- 约斯特范代克岛（Jost Van Dyke）18°27′N 64°45′W / 18.450°N 64.750°W
- 托尔托拉岛（Tortola）18°25′N 64°38′W / 18.417°N 64.633°W
- 维尔京戈尔达岛（Virgin Gorda）18°29′N 64°24′W / 18.483°N 64.400°W

### 
- 安圭拉（Anguilla）18°14′N 63°3′W / 18.233°N 63.050°W

### 法属圣马丁和荷屬聖馬丁
- 圣马丁岛（法语：Saint-Martin；荷兰语：Sint Maarten）18°4′N 63°3′W / 18.067°N 63.050°W

### 
- 圣巴泰勒米（Saint-Barthélemy）17°54′N 62°50′W / 17.900°N 62.833°W

### 荷蘭加勒比區
- 萨巴（Saba）17°38′N 63°14′W / 17.633°N 63.233°W
- 圣尤斯特歇斯（Sint Eustatius）17°29′N 62°58′W / 17.483°N 62.967°W

### 圣基茨和尼维斯
- 圣基茨（Saint Kitts）17°19′N 62°45′W / 17.317°N 62.750°W
- 尼维斯（Nevis）17°9′N 62°35′W / 17.150°N 62.583°W

### 安地卡及巴布達
- 巴布达岛（Barbuda）17°38′N 61°48′W / 17.633°N 61.800°W
- 安提瓜岛（Antigua）17°5′N 61°48′W / 17.083°N 61.800°W

### 
- 蒙特塞拉特（Montserrat）16°45′N 62°12′W / 16.750°N 62.200°W

- 巴斯特尔岛（Basse-Terre）16°9′N 61°41′W / 16.150°N 61.683°W
- 格朗德特尔岛（Grande-Terre）16°19′N 61°26′W / 16.317°N 61.433°W
- 拉代西拉德岛（La Désirade）16°19′N 61°3′W / 16.317°N 61.050°W
- 玛丽-加朗特岛（Marie-Galante）15°56′N 61°16′W / 15.933°N 61.267°W
- 下岛（Terre-de-Bas）15°51′N 61°38′W / 15.850°N 61.633°W
- 上岛（Terre-de-Haut）15°52′N 61°35′W / 15.867°N 61.583°W

## 向风群岛（小安的列斯群岛）

### 多米尼克
- 多米尼克（Dominica）15°25′N 61°20′W / 15.417°N 61.333°W

### 
- 马提尼克（Martinique）14°40′N 61°0′W / 14.667°N 61.000°W

### 圣卢西亚
- 圣卢西亚（Saint Lucia）13°53′N 60°58′W / 13.883°N 60.967°W

### 
- 贝基亚岛（Bequia）13°0′N 61°14′W / 13.000°N 61.233°W
- 卡努安岛（Canouan）12°43′N 61°19.5′W / 12.717°N 61.3250°W
- 马斯蒂克岛（Mustique）12°53′N 61°11′W / 12.883°N 61.183°W
- 圣文森特岛（Saint Vincent）13°15′N 61°12′W / 13.250°N 61.200°W
- 尤宁岛（Union Island）12°36′N 61°26′W / 12.600°N 61.433°W

### 格瑞那達
- 卡里亚库岛（Carriacou）12°28′N 61°27′W / 12.467°N 61.450°W
- 格林纳达（Grenada）12°7′N 61°40′W / 12.117°N 61.667°W
- 龙德岛（Ronde Island）12°18′N 61°35′W / 12.300°N 61.583°W

### 
- 巴巴多斯（Barbados）13°10′N 59°33′W / 13.167°N 59.550°W

### 千里達及托巴哥
- 多巴哥（Tobago）11°15′N 60°40′W / 11.250°N 60.667°W
- 特立尼达岛（Trinidad）10°22′N 61°15′W / 10.367°N 61.250°W

## 背风安的列斯群岛（小安的列斯群岛）

### 阿鲁巴
- 阿鲁巴（Aruba）12°30′N 69°58′W / 12.500°N 69.967°W

### 
- 库拉索（Curaçao）12°11′N 69°0′W / 12.183°N 69.000°W

### 荷蘭加勒比區
- 博奈尔（Bonaire）12°10′N 68°15′W / 12.167°N 68.250°W
- 小博奈尔岛（Klein Bonaire）12°9.5′N 68°18.5′W / 12.1583°N 68.3083°W

### 委內瑞拉
- 格兰德岛（西班牙语：Cayo Grande (Los Roques)）11°47′N 66°37′W / 11.783°N 66.617°W
- 科切岛（Isla de Coche）10°47′N 63°57′W / 10.783°N 63.950°W
- 库瓦瓜岛（Isla de Cubagua）10°49′N 64°11′W / 10.817°N 64.183°W
- 玛格丽塔岛（Isla de Margarita）10°59′N 63°56′W / 10.983°N 63.933°W
- 布兰基亚岛（Isla La Blanquilla）11°51′N 64°36′W / 11.850°N 64.600°W
- 拉奥奇拉岛（Isla La Orchila）11°48′N 66°10′W / 11.800°N 66.167°W
- 拉托尔图加岛（Isla La Tortuga）10°56′N 65°18′W / 10.933°N 65.300°W

## 加勒比海西部与西南部

### 墨西哥
- 科苏梅尔岛（Cozumel）20°27′N 86°55′W / 20.450°N 86.917°W
- 穆赫雷斯岛（Isla Mujeres）21°14′N 86°44′W / 21.233°N 86.733°W

### 
- 安伯格里斯岛（Ambergris Caye）17°59′N 87°57′W / 17.983°N 87.950°W
- Blackbird Caye 17°20′N 87°48′W / 17.333°N 87.800°W
- Douglas Caye 17°20′N 87°55′W / 17.333°N 87.917°W

- 瓜纳哈岛（Guanaja）16°28′N 85°53′W / 16.467°N 85.883°W
- 罗阿坦岛（Roatán）16°22′N 86°26′W / 16.367°N 86.433°W
- 乌提拉岛（Útila）16°6′N 86°56′W / 16.100°N 86.933°W

### 尼加拉瓜
- 米斯基托群岛（西班牙语：Cayos Miskitos）大岛（Cayo Mayor, ）14°23′N 82°46′W / 14.383°N 82.767°W
- 大马伊斯岛（Isla Grande del Maíz）12°10′N 83°3′W / 12.167°N 83.050°W

### 巴拿马
- 巴斯蒂门多斯岛（Isla Bastimentos）9°18′N 82°8′W / 9.300°N 82.133°W
- 卡约德阿瓜岛（西班牙语：Cayo Agua (Panamá)）9°9′N 82°2′W / 9.150°N 82.033°W
- 科隆岛（Isla Colón）9°23′N 82°16′W / 9.383°N 82.267°W
- 圣克里斯托瓦尔岛（Isla de San Cristóbal）9°16′N 82°16′W / 9.267°N 82.267°W
- 波帕岛（Isla Popa）9°11′N 82°7.5′W / 9.183°N 82.1250°W
- 索拉尔特岛（Isla Solarte）9°19′N 82°12′W / 9.317°N 82.200°W

### 哥伦比亚
- 普罗维登西亚岛（Isla de Providencia，位于圣安德列斯-普罗维登西亚省）13°21′N 81°22′W / 13.350°N 81.367°W
- 圣安德烈斯岛（Isla de San Andrés，位于圣安德列斯-普罗维登西亚省）12°33′N 81°43′W / 12.550°N 81.717°W
- 铁拉邦巴岛（西班牙语：Isla Tierra Bomba）10°21′N 75°34′W / 10.350°N 75.567°W

## 参看
- 加勒比海
- 加勒比地区
- 西印度群岛
- 安的列斯群島